# Яновский, Евгений Григорьевич
Евге́ний Григо́рьевич Яно́вский (1889—1950) — советский драматург.
Регулярно печатался с 1911 года; занимался режиссурой. Член Коммунистической партии с 1941 года. Кроме пьес, также автор скетчей, сценок и пьес для эстрады.
Похоронен в колумбарий Новодевичьего кладбище (старая территория, колумбарий, 70 секция).

## Пьесы

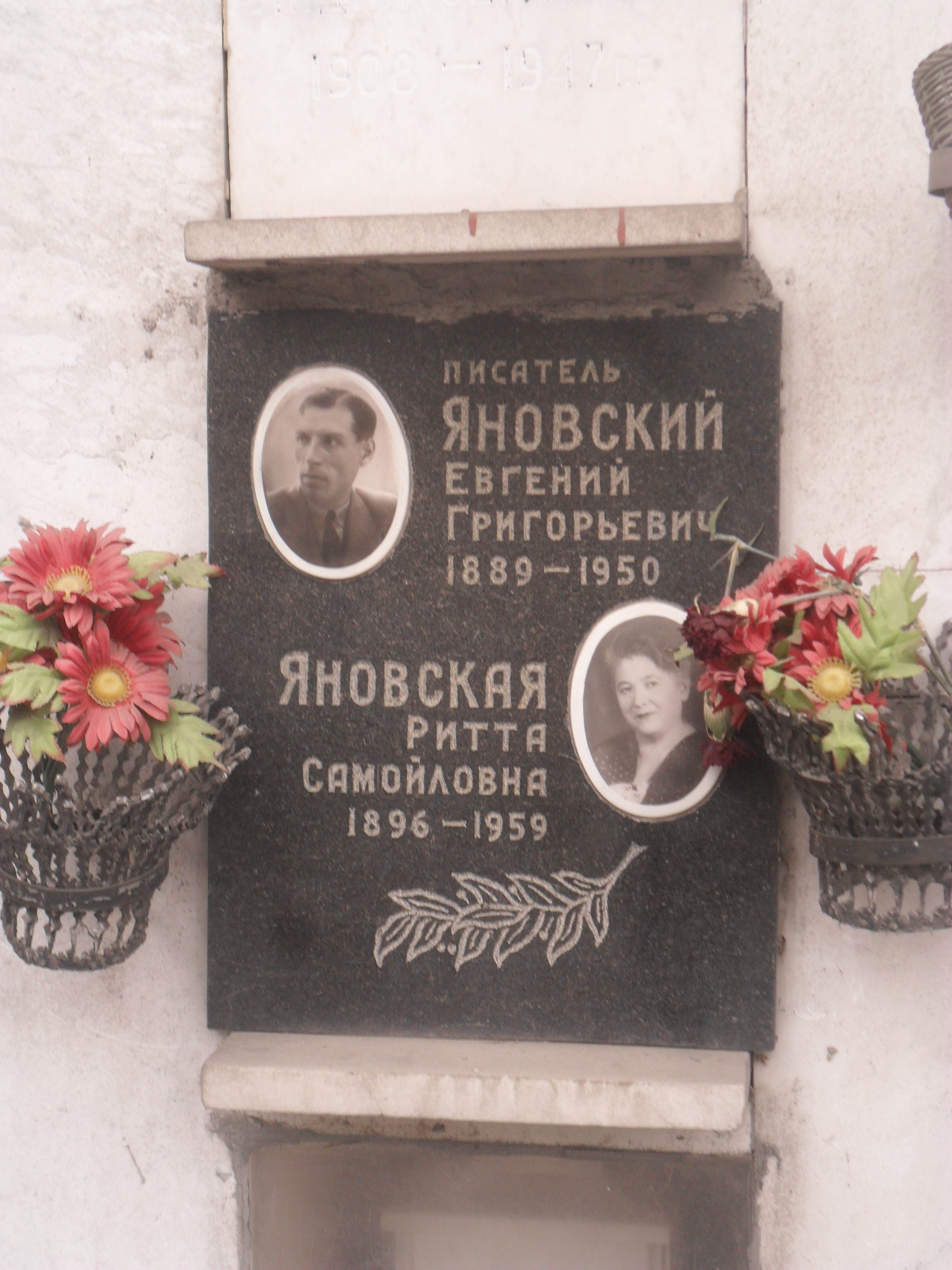
Плита колумбария Яновского на Новодевичьем кладбище Москвы.

- 1929 — «Ярость» (впервые в Театре МОСПС в 1929 году; в 1930 году в Ленинградском театре драмы?)
- «Женщина» (1932)
- «Столица» (1935)
- «Где-то в Подмосковье» — о партизанской борьбе с фашистским оккупантами

### Одноактные пьесы
- «Родной ребёнок»
- «Свой дом»
- «Таланты из глубин»

## Издания
- Яновский, Е. Г. Нашествие Наполеона : Юбил. комедия в 2 д. (без антракта). СПб.: Театральные новинки, 1912.
- Яновский Е. Кривое зеркало. «Евгений Онегин»: (Обозрение г. Ровно в стихах). — Ровно: Тип. Хазанчука, 1912. — 36 с.
- Яновский Е. Моя страна: Стихи для сцены. — М.: Искусство, 1938. — 70 с.
- Яновский Е. Сто миллионов: Стихи. — М.; Л.: Искусство, 1937. — 12 с.
- Яновский Е. Доллар и ток (Сакко и Ванцетти). М., 1928.
- Яновский Е. Халат. М.—Л., 1929.
- Яновский Е. Ярость. М., 1929. (2 изд. — М., 1930).